# Émile Wróblewski
Pour les articles homonymes, voir Wróblewski.
Émile Wróblewski, né le 17 juin 1835 à Seurre et mort le 14 décembre 1912 à La Seyne-sur-Mer, est un pianiste et compositeur polonais.

## Biographie
Thadet Émile Wróblewski est le fils de François Wróblewski, officier polonais réfugié, et de Marie Louise Toupet.
Établi un temps à Paris, il emménage au Mexique où il devient le pianiste de Charlotte et Maximilien d'Autriche, empereur du Mexique.
De retour en France, l'ancien élève de Chopin propose dans ses récitals ses compositions, ainsi que celles de son maître, de Schumann ou de Liszt.
En 1884, il épouse à Menton, en secondes noces, Laurence Claire Naudin.
Il meurt à son domicile à l'âge de 77 ans.